# لوگاره
لوگاره (به لاتین: Lugare) یک منطقهٔ مسکونی در کنیا است که در شهرستان بوسیا واقع شده‌است.